# 班古拉
班古拉是非洲東南部國家馬拉維的城鎮，由南部區的奇拉朱盧縣負責管轄，毗鄰莫桑比克，海拔高度約100米，鎮內有小型醫院，居民人數約5,000。

## 外部連結
- MSN Map

16°35′00″S 35°07′00″E / 16.58333°S 35.11667°E